# Najm Shwan Ali Al-Quraishi
Najm Shwan Ali Al-Quraishi (* 9. Juli 1997) ist ein irakischer Fußballspieler auf der Position eines Abwehrspielers. Der Innenverteidiger wechselte im September 2017 auf Leihbasis bis Saisonende zum NK Rudar Velenje mit Spielbetrieb in der Slovenska Nogometna Liga, der höchsten slowenischen Fußballliga. Im Sommer 2018 kehrte er wieder zu seinem Stammklub al-Dhafra in die UAE Arabian Gulf League zurück.

## Vereinskarriere
Najm Shwan Ali Al-Quraishi wurde am 9. Juli 1997 geboren; über seine frühe Karriere ist nur wenig bekannt. Im Jahre 2017 schaffte er den Weg vom irakischen Erstligisten al-Zawraa SC, mit dem er unter anderem am AFC Cup 2017 teilnahm, jedoch nur auf der Ersatzbank saß und zu keinen Einsatzminuten kam, zu al-Dhafra in die UAE Arabian Gulf League, die höchste Fußballliga der Vereinigten Arabischen Emirate. Von hier wurde er Ende August bzw. Anfang September 2017 bis zum Ende der Saison 2017/18 an den slowenischen Erstligisten NK Rudar Velenje verliehen. Nachdem der 20-jährige Iraker in den ersten Runden nach seiner Verpflichtung noch nicht zum Kader gehört hatte, saß er am 29. Oktober bei einem 0:0-Remis gegen NK Olimpija Ljubljana erstmals in einem Pflichtspiel uneingesetzt auf der Ersatzbank der Profimannschaft des Vereins. Bereits in der darauffolgenden Partie, einer 1:2-Auswärtsniederlage gegen den NK Celje am 3. November, wurde Al-Quraishi erstmals von Trainer Marijan Pušnik eingesetzt; ab der 86. Spielminute ersetzte er den rund ein Jahr jüngeren Serben Ivan Vasiljević.
Danach saß er die restlichen Spiele uneingesetzt auf der Bank, ehe er am 4. April 2018 bei einer 4:1-Heimpleite gegen den NK Domžale von Beginn an zum Einsatz kam und nach einer gelben Karten in der 67. Spielminute zehn Minuten später durch den bereits erwähnten Vasiljević ersetzt wurde. In den nachfolgenden Runde bis zum Ende der Slovenska Nogometna Liga 2017/18 saß er abwechselnd auf der Ersatzbank oder gehörte erst gar nicht zum Profiaufgebot der jeweiligen Spieltage. Im Endklassement belegte Rudar Velenje den vierten Tabellenplatz, hatte aber bereits 30 Punkte Rückstand auf Meister NK Olimpija Ljubljana und Vizemeister NK Maribor, sowie 23 Punkte Rückstand auf den drittplatzierten NK Domžale. Nach seiner Leihzeit kehrte Al-Quraishi im Sommer 2018 wieder zu seinem angestammten Verein in die Vereinigten Arabischen Emirate zurück.